# Hrochův Týnec
Hrochův Týnec település Csehországban, a Chrudimi járásban. Hrochův Týnec Bořice, Rosice, Čankovice, Přestavlky, Chroustovice, Nabočany, Trojovice, Vejvanovice, Dvakačovice, Dolní Bezděkov és Slepotice településekkel határos. Lakosainak száma 2318 fő (2024. január 1.).

## Népesség
A település lakosságának változását az alábbi diagram mutatja:
| Lakosok száma | 1743 | 2023 | 2060 | 1818 | 2168 | 1945 | 2071 | 2021 | 1973 | 2318 |
|               | 1869 | 1900 | 1921 | 1961 | 1980 | 2011 | 2016 | 2019 | 2021 | 2024 |